# Azanuy-Alins
Azanuy-Alins (katalanisch Sanui i Alins) ist eine Gemeinde der Provinz Huesca in der Autonomen Gemeinschaft Aragonien in Spanien. Sie liegt im Norden der Comarca La Litera Die 12 Kilometer von Monzón in der Sierra de Carrodilla gelegene, im Jahr 1968 aus dem Zusammenschluss der beiden Gemeindeteile entstandene Gemeinde gehört zur katalanischsprachigen Franja de Aragón, wird aber wie das südlich gelegene San Esteban de Litera der Übergangszone zugerechnet.

## Gemeindegliederung
Die Gemeinde umfasst die Orte:
- Alíns del Monte (2008 noch acht Einwohner; aragonesischsprachig)
- Azanuy

## Bevölkerung
| 1900  | 1910 | 1930 | 1940 | 1950 | 1960 | 1970 | 1978 | 1991 | 1996 | 2001 | 2004 | 2008 |
| ----- | ---- | ---- | ---- | ---- | ---- | ---- | ---- | ---- | ---- | ---- | ---- | ---- |
| 1.118 | -    | -    | -    | 674  | -    | -    | 338  | 259  | 239  | 204  | 179  | 187  |

## Sehenswürdigkeiten
- Pfarrkirche Nuestra Señora de la Asunción und die Einsiedelei Santa Bárbara in Azanuy
- Romanische Kirche San Juan in Alins del Monte

## Persönlichkeiten
- José Calasanz Marqués (1872–1936), seliggesprochener Salesianerpriester